# Trường Bạch (huyện tự trị)
Huyện tự trị dân tộc Triều Tiên Trường Bạch (chữ Hán giản thể: 长白朝鲜族自治县) là một huyện tự trị ở địa cấp thị Bạch Sơn, tỉnh Cát Lâm, Cộng hòa Nhân dân Trung Hoa. Huyện này có diện tích 2497,6 ki-lô-mét vuông, dân số 85.000 người, trong đó người Triều Tiên là 14.000 người. Mã số bưu chính là 134400. Chính quyền huyện Trường Bạch đóng ở trấn Trường Bạch. Về mặt hành chính, huyện này được chia thành 6 trấn, 5 hương.
- Trấn: Trường Bạch, Thập Tứ Đạo Câu, Bát Đạo Câu, Mã Lộc Câu, Tân Phòng Tử, Bảo Tuyền Sơn.
- Hương: Long Cương, Kim Hoa, Thập Tam Đạo Câu, Thập Nhị Đạo Câu, Thập Nhất Đạo Câu.